# レデンプトール会
レデンプトール会は、カトリック教会に所属する男子修道会のひとつで、正式名称をラテン語でCongregatio Sanctissimi Redemptoris （略称：C.Ss.R.)と言い、日本語では至聖贖罪主修道会と訳される。

## 創設
1732年、聖アルフォンソ・デ・リゴリによってイタリアで創立された。世界82ヶ国の地域で活動している。同会出身の聖人は、聖アルフォンソ・デ・リゴリ、聖クレメンス・マリア・ホフバウアー、聖ジェラルド・マイエラ、聖ヨハネ・ノイマンである。
日本国内には戦後東京や大阪の司教の要請でカナダのケベック州やトロント管区から来日した会員を元にする東京準管区とドイツのミュンヘン管区から派遣された会員を元にして構成された鹿児島準管区の二つが置かれた。その後2015年1月5日付けで両準管区を統合して、新たに日本準管区が設立された。準管区本部は東京教区初台教会の敷地内に置かれている。「心のともしび」運動に参加している近藤雅広神父や「臨床パストラル教育研究センター」(2020年解散)理事長であったワルデマール・キッペス神父も同会所属である。